# Pierwszy rząd Clementa Attleego

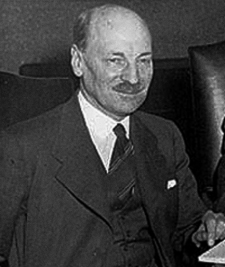
Clement Attlee, premier, pierwszy lord skarbu, minister obrony

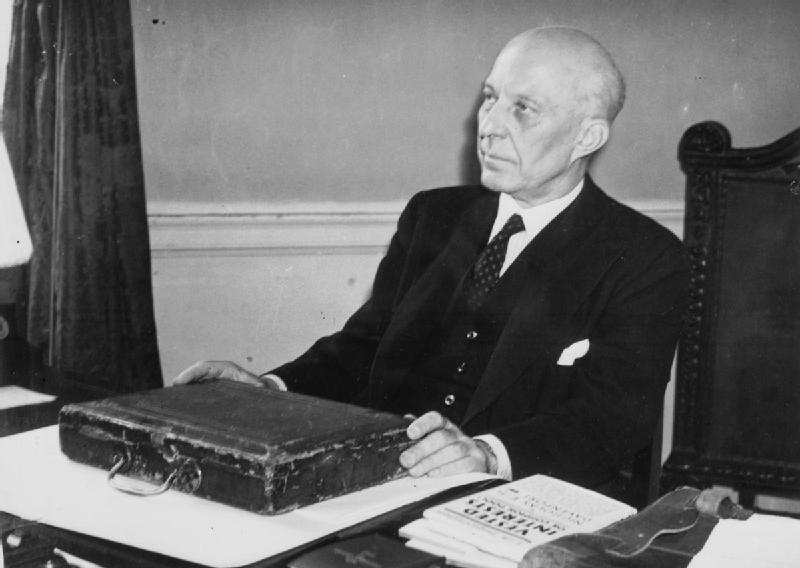
Hugh Dalton, kanclerz skarbu, kanclerz Księstwa Lancaster

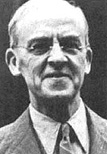
Stafford Cripps, przewodniczący Zarządu Handlu, minister spraw ekonomicznych, kanclerz skarbu

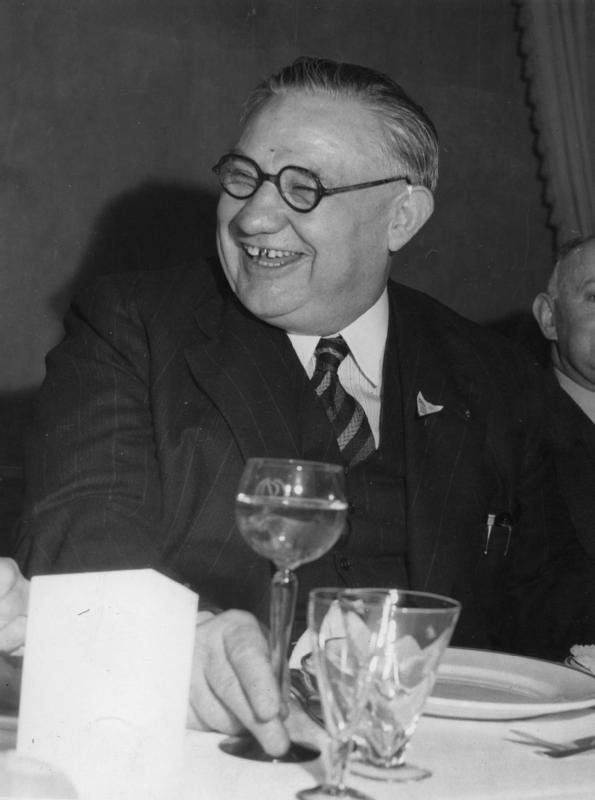
Ernest Bevin, minister spraw zagranicznych

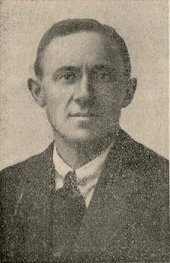
Manny Shinwell, minister paliwa i energetyki, minister wojny

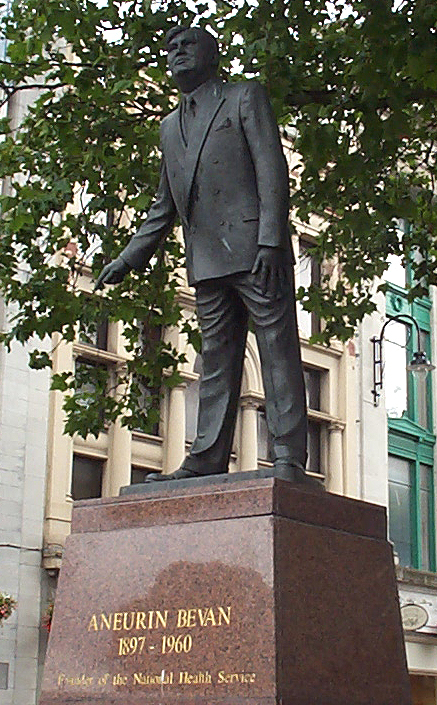
Aneurin Bevan, minister zdrowia

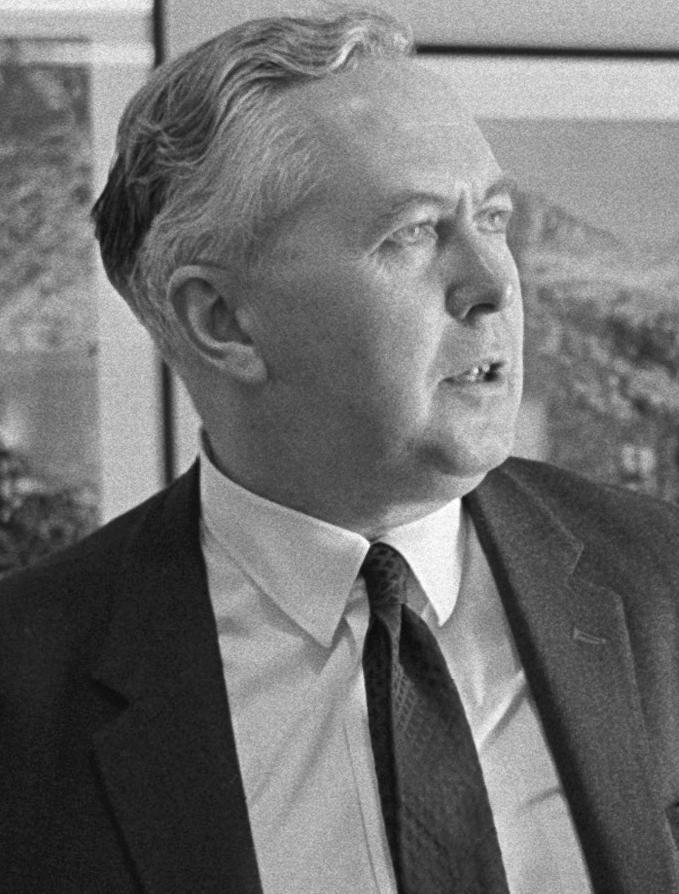
Harold Wilson, parlamentarny sekretarz w ministerstwie robót, sekretarz handlu zamorskiego, przewodniczący Zarządu Handlu

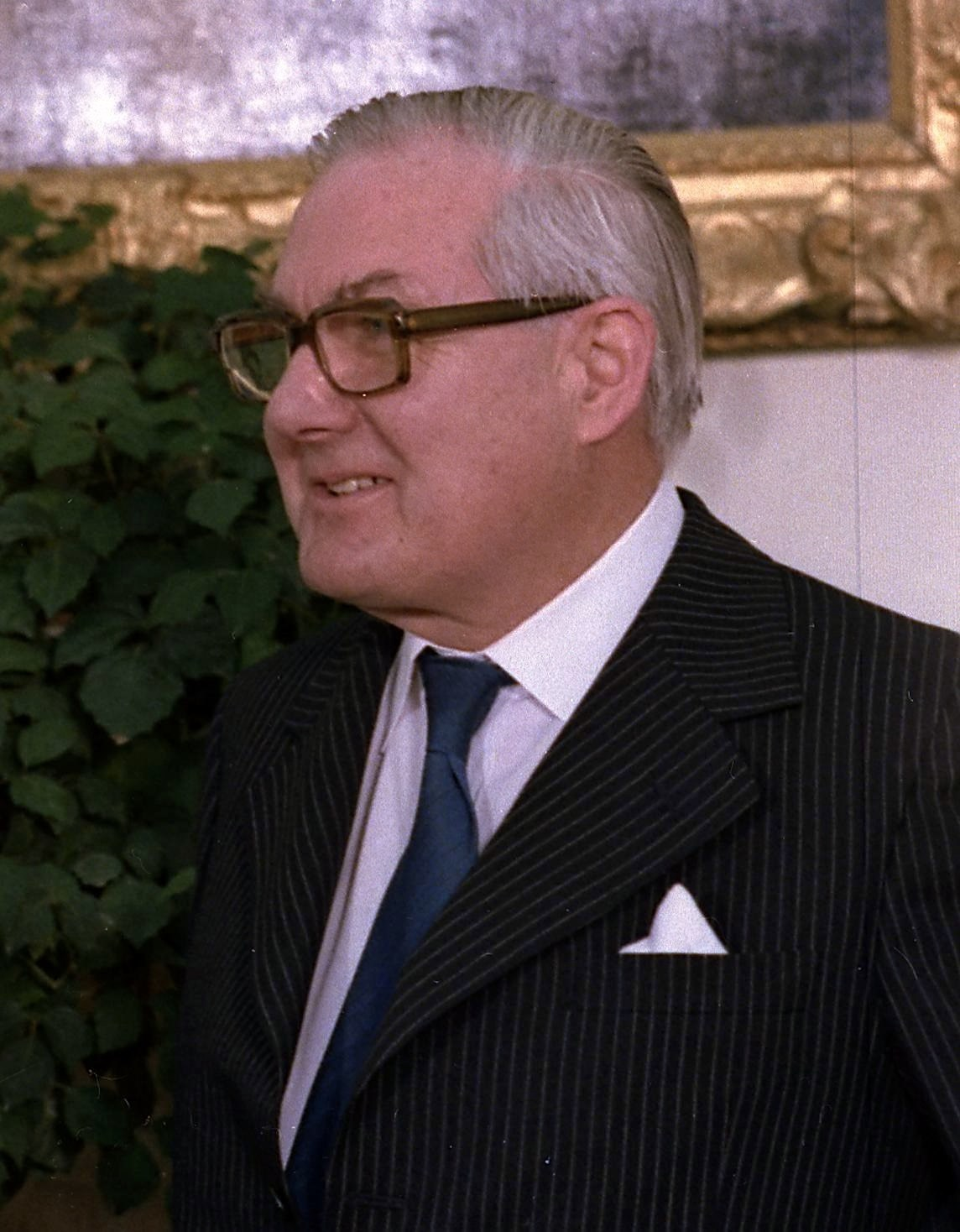
James Callaghan, parlamentarny sekretarz w ministerstwie transportu

Pierwszy rząd Partii Pracy pod przewodnictwem Clementa Attleego powstał po wyborach w sierpniu 1945 r. i przetrwał do kolejnych wyborów w lutym 1950 r.
Rząd jest pamiętany za wprowadzenie darmowej, powszechnej służby zdrowia – NHS (była wymieniona m.in. podczas ceremonii otwarciu IO w Londynie w 2012)
Członków ścisłego gabinetu wyróżniono tłustym drukiem.

## Skład rządu
| Urząd                                                             | Imię i nazwisko | Kadencja                                                              |
| ----------------------------------------------------------------- | --- | --------------------------------------------------------------------- |
| Premier Pierwszy lord skarbu                                      | Clement Attlee | 1945–1950                                                             |
|                                                                   | |                                                                       |
| Lord kanclerz                                                     | William Jowitt, 1. hrabia Jowitt | 1945–1950                                                             |
| Lord przewodniczący Rady                                          | Herbert Morrison | 1945–1950                                                             |
| Lord tajnej pieczęci                                              | Arthur Greenwood Philip Inman, 1. baron Inman Christopher Addison, 1. wicehrabia Addison | 1945–1947 1947 1947–1950                                              |
| Kanclerz skarbu                                                   | Hugh Dalton Stafford Cripps | 1945–1947 1947–1950                                                   |
| Minister spraw ekonomicznych                                      | Stafford Cripps | 1947                                                                  |
| Parlamentarny sekretarz skarbu                                    | William Whiteley | 1945–1950                                                             |
| Finansowy sekretarz skarbu                                        | Glenvil Hall | 1945–1950                                                             |
| Ekonomiczny sekretarz skarbu                                      | Douglas Jay | 1945–1950                                                             |
| Lordowie skarbu                                                   | Robert John Taylor Joseph Henderson Michael Stewart Arthur Blenkinsop Frank Collindridge Charles Simmons William Hannan Julian Snow Richard Adams William Wilkins | 1945–1950 1945–1946 1946–1949 1946–1950 1949–1950 1950                |
| Minister spraw zagranicznych                                      | Ernest Bevin | 1945–1950                                                             |
| Minister stanu w ministerstwie spraw zagranicznych                | Philip Noel-Baker Hector McNeil | 1945–1946 1946–1950                                                   |
| Podsekretarz stanu w ministerstwie spraw zagranicznych            | Hector McNeil Christopher Mayhew William Henderson, 1. baron Henderson | 1945–1946 1946–1950 1948–1950                                         |
| Minister spraw wewnętrznych                                       | James Chuter | 1945–1950                                                             |
| Podsekretarz stanu w ministerstwie spraw wewnętrznych             | George Oliver Kenneth Younger | 1945–1947 1947–1950                                                   |
| Pierwszy lord Admiralicji                                         | Albert Alexander George Hall | 1945–1946 1946–1950                                                   |
| Parlamentarny i finansowy sekretarz przy Admiralicji              | John Dugdale | 1945–1950                                                             |
| Cywilny lord Admiralicji                                          | Walter Edwards | 1945–1950                                                             |
| Minister rolnictwa i rybołówstwa                                  | Tom Williams | 1945–1950                                                             |
| Parlamentarny sekretarz w ministerstwie rolnictwa i rybołówstwa   | Francis Hastings, 16. hrabia Huntingdon Percy Collick George Brown | 1945–1950 1945–1947 1947–1950                                         |
| Minister lotnictwa                                                | William Benn, 1. wicehrabia Stansgate Philip Noel-Baker Arthur Henderson | 1945–1946 1946–1947 1947–1950                                         |
| Podsekretarz stanu w ministerstwie lotnictwa                      | John Strachey Geoffrey de Freitas | 1945–1946 1946–1950                                                   |
| Minister produkcji lotniczej                                      | John Wilmot | 1945–1946                                                             |
| Podsekretarz stanu w ministerstwie produkcji lotniczej            | Arthur Woodburn | 1945–1946                                                             |
| Minister lotnictwa cywilnego                                      | Reginald Fletcher, 1. baron Winster Harry Nathan, 1. baron Nathan Frank Pakenham, 1. baron Pakenham | 1945–1946 1946–1948 1948–1950                                         |
| Podsekretarz stanu w ministerstwie lotnictwa cywilnego            | I. Thomas George Lindgren | 1945–1946 1946–1950                                                   |
| Minister ds. kolonii                                              | George Hall Arthur Creech Jones | 1945–1946 1946–1950                                                   |
| Minister stanu w ministerstwie ds. kolonii                        | William Hare, 5. hrabia Listowel | 1948–1950                                                             |
| Podsekretarz stanu w ministerstwie ds. kolonii                    | Arthur Creech Jones I. Thomas David Rees-Williams | 1945–1946 1946–1947 1947–1950                                         |
| Minister ds. Wspólnoty Narodów                                    | Christopher Addison, 1. wicehrabia Addison Philip Noel-Baker | 1947 1947–1950                                                        |
| Minister stanu w ministerstwie ds. Wspólnoty Narodów              | Arthur Henderson | 1947                                                                  |
| Podsekretarz stanu w ministerstwie ds. Wspólnoty Narodów          | Arthur Bottomley Patrick Gordon Walker | 1947 1947–1950                                                        |
| Minister obrony                                                   | Clement Attlee Albert Alexander | 1945–1946 1946–1950                                                   |
| Minister ds. dominiów                                             | Christopher Addison, 1. wicehrabia Addison | 1945–1947                                                             |
| Podsekretarz stanu w ministerstwie ds. dominiów                   | John Parker Arthur Bottomley | 1945–1946 1946–1947                                                   |
| Minister edukacji                                                 | Ellen Wilkinson George Tomlinson | 1945–1947 1947–1950                                                   |
| Parlamentarny sekretarz w ministerstwie edukacji                  | Arthur Jenkins David Hardman | 1945 1945–1950                                                        |
| Minister żywności                                                 | Benjamin Smith John Strachey | 1945–1946 1946–1950                                                   |
| Parlamentarny sekretarz w ministerstwie żywności                  | Edith Summerskill | 1945–1950                                                             |
| Minister paliwa i energetyki                                      | Manny Shinwell Hugh Gaitskell | 1945–1947 1947–1950                                                   |
| Parlamentarny sekretarz w ministerstwie paliwa i energetyki       | William Foster Hugh Gaitskell Alfred Robens | 1945–1946 1946–1947 1947–1950                                         |
| Minister zdrowia                                                  | Aneurin Bevan | 1945–1950                                                             |
| Parlamentarny sekretarz w ministerstwie zdrowia                   | Charles Key John Edwards Arthur Blenkinsop | 1945–1947 1947–1949 1949–1950                                         |
| Minister ds. Indii i Birmy                                        | Frederick Pethick-Lawrence, 1. baron Pethick-Lawrence William Hare, 5. hrabia Listowel | 1945–1947 1947                                                        |
| Podsekretarz stanu w ministerstwie ds. Indii i Birmy              | Arthur Hendersen | 1945–1946 1946–1947                                                   |
| Minister informacji                                               | Edward Williams William Hare, 5. hrabia Listowel | 1945–1946 1946                                                        |
| Minister pracy i służby narodowej                                 | George Isaacs | 1945–1950                                                             |
| Parlamentarny sekretarz w ministerstwie pracy                     | Ness Edwards | 1945–1950                                                             |
| Kanclerz Księstwa Lancaster                                       | John Hynd Frank Pakenham, 1. baron Pakenham Hugh Dalton | 1945–1947 1947–1948 1948–1950                                         |
| Minister zabezpieczenia socjalnego                                | Jim Griffiths | 1945–1950                                                             |
| Parlamentarny sekretarz w ministerstwie zabezpieczenia socjalnego | George Lindgren Tom Steele | 1945–1946 1946–1950                                                   |
| Paymaster-General                                                 | Arthur Greenwood Hilary Marquand Christopher Addison, 1. wicehrabia Addison Gordon Macdonald, 1. baron Macdonald of Gwaenysgor | 1946–1947 1947–1948 1948–1949 1949–1950                               |
| Minister bez teki                                                 | Albert Alexander Arthur Greenwood | 1946 1947                                                             |
| Minister emerytur                                                 | Wilfred Paling John Hynd George Buchanan Hilary Marquand | 1945–1947 1947 1947–1948 1948–1950                                    |
| Parlamentarny sekretarz w ministerstwie emerytur                  | Jennie Adamson Arthur Blenkinsop Charles Simmons | 1945–1946 1946–1949 1949–1950                                         |
| Poczmistrz generalny                                              | William Hare, 5. hrabia Listowel Wilfrid Paling | 1945–1947 1947–1950                                                   |
| Asystent poczmistrza generalnego                                  | Wilfrid Burke Charles Hobson | 1945–1947 1947–1950                                                   |
| Minister ds. Szkocji                                              | Joseph Westwood Arthur Woodburn | 1945–1947 1947–1950                                                   |
| Podsekretarz stanu w ministerstwie ds. Szkocji                    | George Buchanan Tom Fraser John James Robertson | 1945–1947 1945–1950 1947–1950                                         |
| Minister zaopatrzenia                                             | John Wilmot George Strauss | 1945–1947 1947–1950                                                   |
| Parlamentarny sekretarz w ministerstwie zaopatrzenia              | William Leonard Arthur Woodburn John Freeman Jack Jones | 1945–1947 1946–1947 1947–1950                                         |
| Minister miast i planowania wsi                                   | Lewis Silkin | 1945–1950                                                             |
| Parlamentarny sekretarz w ministerstwie miast i planowania wsi    | Fred Marshall Evelyn King | 1945–1947 1947–1950                                                   |
| Przewodniczący Zarządu Handlu                                     | Stafford Cripps Harold Wilson | 1945–1947 1947–1950                                                   |
| Parlamentarny sekretarz przy Zarządzie Handlu                     | Ellis Smith John Belcher John Edwards | 1945–1946 1946–1949 1949–1950                                         |
| Sekretarz handlu zamorskiego                                      | Hilary Marquand Harold Wilson Arthur Bottomley | 1945–1947 1947 1947–1950                                              |
| Minister transportu                                               | Alfred Barnes | 1945–1950                                                             |
| Parlamentarny sekretarz w ministerstwie transportu                | George Strauss James Callaghan | 1945–1947 1947–1950                                                   |
| Minister wojny                                                    | Jack Lawson Frederick Bellenger Manny Shinwell | 1945–1946 1946–1947 1947–1950                                         |
| Podsekretarz stanu i finansowy sekretarz w ministerstwie wojny    | Harry Nathan Frank Pakenham, 1. baron Pakenham | 1945–1946 1946–1947                                                   |
| Finansowy sekretarz w ministerstwie wojny                         | Frederick Bellenger John Freeman Michael Stewart | 1945–1946 1946–1947 1947–1950                                         |
| Minister robót                                                    | George Tomlinson Charles Key | 1945–1947 1947–1950                                                   |
| Parlamentarny sekretarz w ministerstwie robót                     | Harold Wilson Evan Durbin Robert Morrison, 1. baron Morrison | 1945–1947 1947–1948 1948–1950                                         |
| Prokurator generalny                                              | Hartley Shawcross | 1945–1950                                                             |
| Radca generalny Anglii i Walii                                    | Frank Soskice | 1945–1950                                                             |
| Lord adwokat                                                      | George Thomson John Wheatley | 1945–1947 1947–1950                                                   |
| Solicitor General dla Szkocji                                     | Daniel Blades John Wheatley Douglas Johnston | 1945–1947 1947 1947–1950                                              |
| Skarbnik Dworu Królewskiego                                       | George Mathers Arthur Pearson | 1945–1946 1946–1950                                                   |
| Kontroler Dworu Królewskiego                                      | Arthur Pearson Michael Stewart Frank Collindridge | 1945–1946 1946 1946–1950                                              |
| Wiceszambelan Dworu Królewskiego                                  | Julian Snow Michael Stewart Ernest Popplewell | 1945–1946 1946–1947 1947–1950                                         |
| Kapitan Gentelmen-at-Arms                                         | Charles Ammon, 1. baron Ammon George Shepherd, 1. baron Shepherd | 1945–1949 1949–1950                                                   |
| Kapitan Ochotników Gwardii                                        | Alexander Walkden, 1. baron Walkden George Shepherd, 1. baron Shepherd George Lucas, 1. baron Lucas of Chilworth | 1945–1949 1949 1949–1950                                              |
| Lord-in-waiting                                                   | William Westwood, 1. baron Westwood Frank Pakenham, 1. baron Pakenham William Henderson, 1. baron Henderson Robert Chorley, 1. baron Chorley Robert Morrison, 1. baron Morrison George Lucas, 1. baron Lucas of Chilworth George Shepherd, 1. baron Shepherd Fred Kershaw, 1. baron Kershaw John Davies, 1. baron Darwen | 1945–1947 1945–1946 1945–1948 1946–1950 1947–1948 1948–1949 1949–1950 |